# Bathystyeloides dubius
Bathystyeloides dubius är en sjöpungsart som beskrevs av Monniot 1984. Bathystyeloides dubius ingår i släktet Bathystyeloides och familjen Styelidae. Inga underarter finns listade.